# Syllepte abyssalis
Syllepte abyssalis là một loài bướm đêm trong họ Crambidae.